# ماجا کرانتز
ماجا کرانتز (انگلیسی: Maja Krantz؛ زادهٔ ۲۷ مارس ۱۹۸۷) بازیکن فوتبال اهل سوئد است.
از باشگاه‌هایی که در آن بازی کرده‌است می‌توان به استاتینا آی اف و باشگاه فوتبال لینشوپینگ اشاره کرد.